# Sinfonía n.º 86 (Haydn)

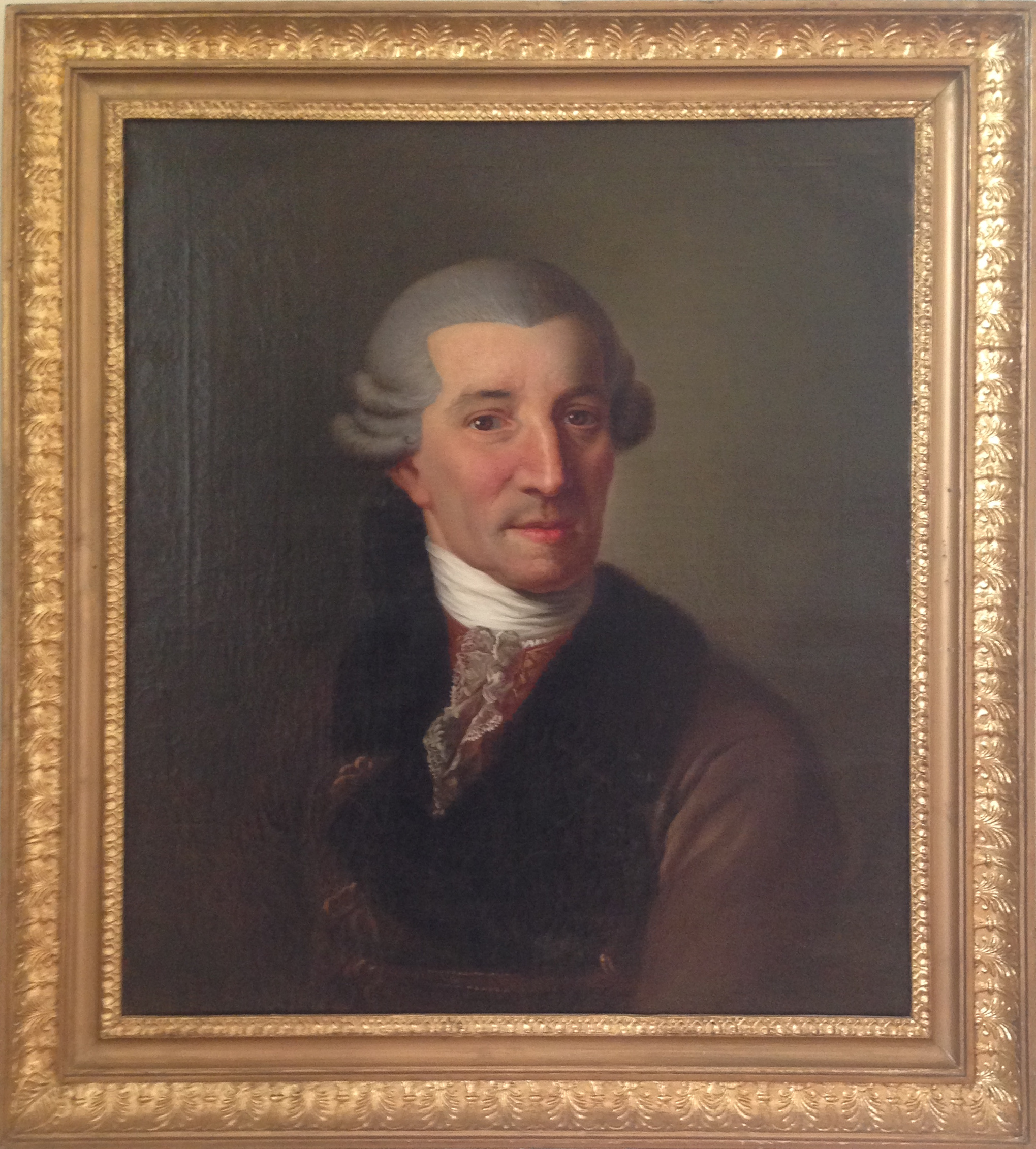
Haydn en 1785.

La Sinfonía n.º 86 en re mayor, Hob. I:86 fue compuesta por Joseph Haydn en 1786. Es la quinta de las denominadas Sinfonías de París (n.º 82 a 87).

## Historia

### Composición
La producción sinfónica del maestro austríaco puede dividirse a grandes rasgos en tres bloques temporales: el primer bloque (1757-1761) se corresponde con su periodo al servicio del conde Carl von Morzin (n.º 1 - n.º 5); el segundo bloque en la corte Esterházy (1761-1790 pero con la última sinfonía para el público de Esterházy en 1781); y el tercer bloque (1782-1795) comprende las Sinfonías de París (n.º 82 - n.º 87) y las Sinfonías de Londres (n.º 93 - n.º 104). El 1 de mayo de 1761 el compositor firmó su contrato como vice-kapellmeister (más tarde kapellmeister) de la familia Esterházy, que nominalmente duró 48 años, hasta su muerte.
La composición de esta pieza se desarrolló en 1786. Se conserva la partitura manuscrita autógrafa que actualmente se encuentra en la Biblioteca Nacional de Francia. El Concert de la Loge Olympique (Concierto de la Logia Olímpica) era una sociedad musical parisina, de ahí el nombre del conjunto Sinfonías de París. Su ciclo de conciertos fue instituido en 1780 y se contaba entre los más prestigiosos de Francia. María Antonieta asistía en ocasiones, al igual que varios funcionarios de la corte de Versalles. En 1784 el Consejo de administración del Concert de la Loge Olympique pidió a Haydn que escribiera seis sinfonías para su ciclo. Era el primer encargo extranjero recibido por el compositor, que había pasado la mayor parte de su vida profesional al servicio de los Esterházy. Entre 1784 y 1786 el maestro austríaco compuso las seis Sinfonías de París (n.º 82 - 87).
Este conjunto marca un punto de inflexión en la carrera del compositor. En aquel momento Haydn experimentaba una especie de monotonía compositiva en sus creaciones para la corte de Esterházy, mientras que las consideraciones comerciales le dificultaban experimentar en las obras que escribía a instancias de los editores. No es difícil entender por qué el compositor aceptó el encargo de estas sinfonías. Le dieron la oportunidad de estirar sus alas musicales, experimentar para crear algo personal y original a una escala mucho mayor que llegaría a un público más amplio que las obras destinadas a los Esterházy.

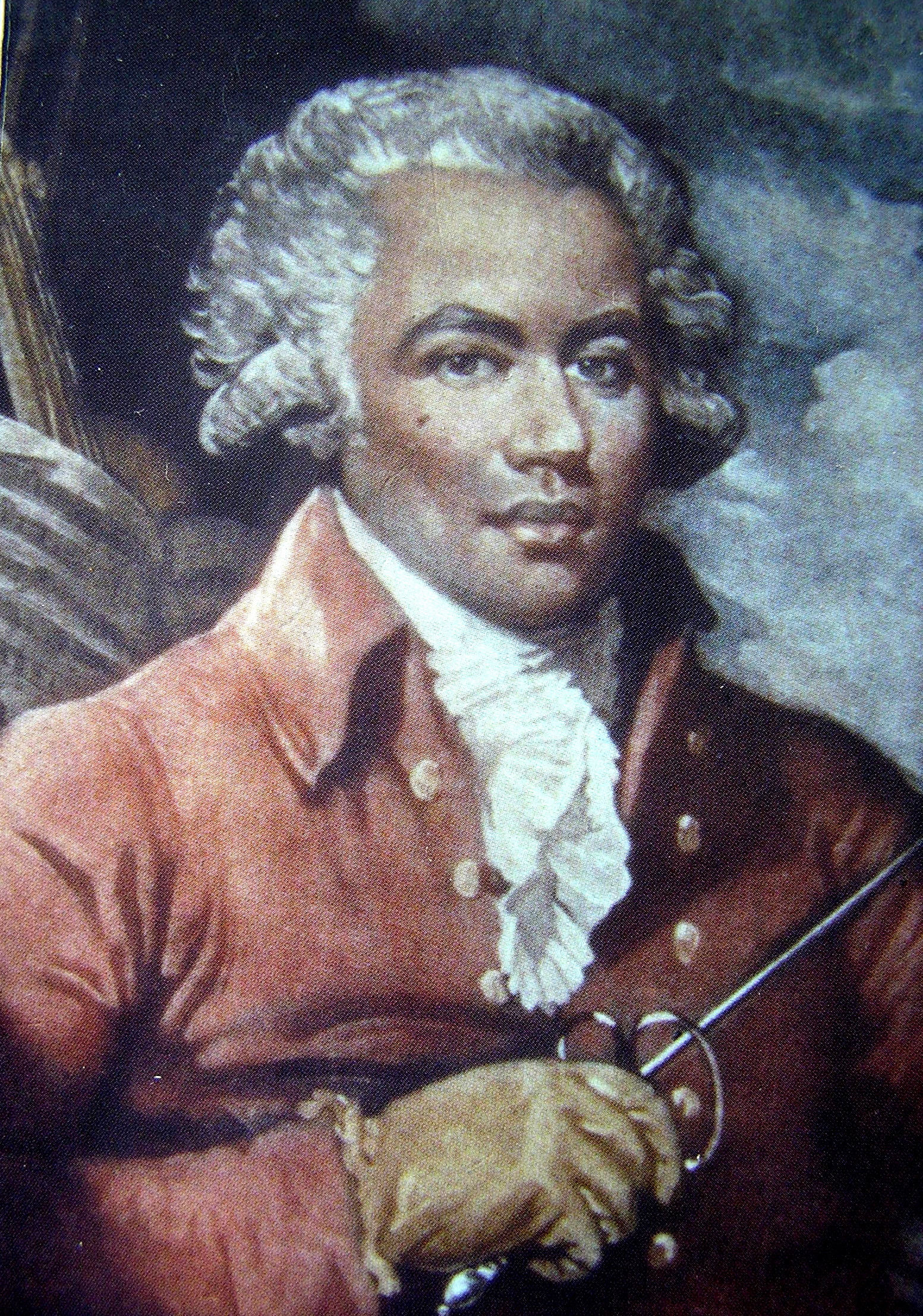
Joseph Boulogne, director del estreno.

### Estreno y publicación
El estreno se celebró en 1787 en París con la interpretación del Concert de la Loge Olympique, dirigida por el célebre músico mulato, Joseph Boulogne, Chevalier de Saint-Georges.
La primera edición fue llevada a cabo en diciembre de 1787 por la editorial Artaria en Viena. Se publicó como la número 2 bajo la denominación 3 Symphonies, Op. 52. Haydn solicitó a su editor vienés, Artaria & Co., que publicara las obras en el siguiente orden: 87, 85, 83, 84, 86 y 82. Pero su deseo no fue concedido, ya que la edición parisina de 1788 las coloca en el orden que conocemos en la actualidad.

## Instrumentación
La partitura está escrita para una orquesta formada por:
- Viento madera: 1 flauta, 2 oboes y 2 fagotes.
- Viento metal: 2 trompas y 2 trompetas.
- Percusión: timbales.
- Cuerda: una sección de cuerdas con 2 violines, viola, violonchelo y contrabajo.

Las Sinfonías de París se crearon para la gran orquesta de la Loge Olympique, que fue el mayor conjunto orquestal que Haydn tuvo jamás a su disposición. Incluía una gran sección de cuerdas de hasta 40 violines y diez contrabajos. Además contaba con refuerzos para las partes de las maderas con hasta cuatro efectivos de cada viento madera. En las seis sinfonías de esta serie, a excepción de la n.º 87, la mayor "prominencia [es] conferida a los instrumentos de viento madera". Las Sinfonías n.º 82 y 86 son las únicas de la colección que amplían el conjunto orquestal con trompetas y timbales.
En cuanto a la participación del clavecín como bajo continuo en las sinfonías de Haydn existen diversas opiniones entre los estudiosos: James Webster se sitúa en contra; Hartmut Haenchen a favor; Jamie James en su artículo para The New York Times presenta diferentes posiciones por parte de Roy Goodman, Christopher Hogwood, H. C. Robbins Landon y James Webster. A partir de 2019 la mayor parte de las orquestas con instrumentos modernos no utiliza el clavecín como continuo. No obstante, existen grabaciones con clavecín en el bajo continuo realizadas por: Trevor Pinnock (Sturm und Drang Symphonies, Archiv, 1989-1990); Nikolaus Harnoncourt (n.º 6–8, Das Alte Werk, 1990); Sigiswald Kuijken (incluidas las Sinfonías de París y Londres; Virgin, 1988-1995); Roy Goodman (Ej. n.º 1-25, 70-78, 82-87; Hyperion, 2002).

## Estructura y análisis
La sinfonía consta de cuatro movimientos:
- I. Adagio 3
4 – Allegro spiritoso, en re mayor 4
4
- II. Capriccio. Largo, en sol mayor 3
4
- III. Menuet. Allegretto – Trio, en re mayor 3
4
- IV. Finale. Allegro con spirito, en re mayor 4
4

La interpretación de esta obra dura aproximadamente entre 25 y 30 minutos.

### I.Adagio– Allegro spiritoso
El primer movimiento, Adagio – Allegro spiritoso, está escrito en la tonalidad de re mayor, en compás de 3/4 que en el Allegro pasa a 4/4 y sigue la forma sonata. Se abre con una lenta introducción, marcada Adagio, que es relativamente breve pero excepcionalmente expansiva. Le sigue un Allegro spirituoso en forma sonata, al principio del cual se produce un gran cambio de atmósfera. El primer tema arranca de manera inquietante con un estallido de toda la orquesta, consistente en tres corcheas, que confirma finalmente la tónica. El mismo estallido hace lo propio más tarde con la dominante la mayor. El segundo tema está marcado por una serie de acentos sincopados. Se trata de una sonata que se desarrolla ampliamente. Un rasgo poco usual es que, el tema principal de la exposición empieza sin definir la tónica con claridad y no se esclarece hasta cinco compases más tarde. De forma análoga el segundo tema también retarda el establecimiento de la dominante.

### II.Capriccio. Largo
El segundo movimiento, Capriccio. Largo, está en sol mayor y en compás de 3/4. En la producción sinfónica de Haydn sólo emplea la indicación Capriccio en este movimiento y en el Finale de la versión "A" de la Sinfonía n.º 53. La combinación de un tempo muy lento con potencial para la profundidad y el formato Capriccio que connota total libertad estructural da lugar a un movimiento con efectos muy curiosos y asombrosos.

### III.Menuet. Allegretto– Trio
El tercer movimiento, Menuet. Allegretto – Trio, está en re mayor y en compás de 3/4. La forma sonata impregna este movimiento. Aunque sigue el patrón tradicional del minueto, Haydn lleva su material a través de modulaciones y resoluciones que caracterizan a los movimientos escritos en forma sonata. Por su ligereza y su paso mesurado, el trío recuerda a un Ländler austríaco.

### IV.Finale.Allegro con spirito
El cuarto y último movimiento, Finale. Allegro con spirito, retoma la tonalidad inicial y el compás es 4/4. El Finale una fusión de las formas sonata y rondó en la que la típica sección central del rondó actúa como sección de desarrollo, y el material que se aleja de la tónica en la primera audición regresa antes del cierre. Se caracteriza porque los temas contienen el motivo rítmico de las cinco corcheas que resuelven en el compás siguiente. En la mayoría de los casos estas cinco notas se repiten en staccato. Al igual que en el movimiento inicial, una serie de corcheas es lo que marca los cambios de sección.